# Funa Nakayama
Funa Nakayama (Toyama, 17 de junio de 2005) es una patinadora  japonesa. Ganadora de la medalla de bronce en los Juegos Olímpicos de Tokio 2020.

## Carrera de skate
Ha competido en el Campeonato de Skateboarding de Japón 2018 en Murasaki Park Tokyo en Tokio, Japón. También participó en la final del Street League Skateboarding Tour - Londres en 2019. Terminó en sexto lugar. Entró a la final como la número uno en la clasificación. Tuvo resultados similares tres semanas después en Long Beach, California. Entró en ese concurso con un segundo lugar en la clasificación callejera. Participó en los Juegos Olímpicos de Tokio 2020 y ganó la medalla de bronce, donde obtuvo la medalla de bronce.